# I Won't Hold You Back
»I Won't Hold You Back« je balada ameriške rock skupine Toto, ki jo je napisal in zapel Steve Lukather. Skladba je izšla leta 1982 na albumu Toto IV. Skladba se je uvrstila v Top 10, leta 1983 je dosegla je 10. mesto na ameriški lestvici Billboard Hot 100, tri tedne pa je bila uvrščena na 1. mesto lestvice Adult Contemporary. V Združenem kraljestvu je skladba dosegla Top 40. Na Irskem je dosegla 11. mesto.
Pri skladbi je kot spremljevalni vokalist sodeloval bas kitarist skupine Eagles, Timothy B. Schmit.
Skladbo je leta 2001 predelal house DJ Roger Sanchez za skladbo »Another Chance«, ki se je uvrstila na 1. mesto britanske lestvice singlov.

## Zasedba

### Toto
- Steve Lukather – kitare, glavni in spremljevalni vokal
- David Paich – klavir, orkestralni aranžmaji
- Steve Porcaro – sintetizator
- David Hungate – bas kitara
- Jeff Porcaro – bobni, tolkala

### Gostje
- Timothy B. Schmit – spremljevalni vokal
- James Newton Howard – orkestralni aranžmaji
- Marty Paich – orkestralni aranžmaji